# Projekt Danske Dyrenavne
Projekt Danske Dyrenavne var et zoologisk projekt, der var aktivt i perioden 1990 til 2007. Projektet arbejdede for at skaffe gode, entydige danske navne til danske insekter og andre smådyr.

## Beskrivelse
Projekt Danske Dyrenavne havde til huse på Institut for Curriculumforskning ved Danmarks Pædagogiske Universitet i et samarbejde med Entomologisk Forening. Arbejdet udførtes med hjælp fra en række zoologiske institutioner og specialister.
Følgende grupper blev navngivet:
- Dagsommerfugle
- Biller
- Cikader
- Bladlus
- Tæger
- Mellus
- Skjoldlus
- Edderkopper
- Mejere

Navngivningslisterne kunne downloades i pdf-format fra projektets hjemmeside, dagsommerfugle dog undtaget.
Navngivning fra Projekt Danske Dyrenavne blev brugt som udgangspunkt ved artikeloprettelser på den danske Wikipedia. Arbejdet er siden blevet videreført i Projekt allearter.dk, der blev lanceret i 2009, hvilket har som mål at inkludere alle levende organismer i Danmark i en samlet oversigt.